# Juri Jurjewitsch Djupin
Juri Jurjewitsch Djupin (russisch Юрий Юрьевич Дюпин, englisch Yury Yuryevich Dyupin; * 17. März 1988 in Barnaul) ist ein russischer Fußballtorwart.

## Karriere

### Verein
Djupin begann seine Karriere bei Polimer Barnaul. In der Saison 2010 spielte er für Dynamo Bijsk. Zur Saison 2011/12 wechselte er zum Drittligisten Dynamo Barnaul. Für Barnaul kam er in jener Spielzeit zu 28 Einsätzen in der Perwenstwo PFL. Zur Saison 2012/13 schloss er sich dem Zweitligisten FK Metallurg-Kusbass Nowokusnezk an. Sein Zweitligadebüt gab er im August 2012 gegen Wolgar Astrachan. Bis Saisonende kam er zu 13 Einsätzen in der Perwenstwo FNL. Nowokusnezk wurde nach der Saison 2012/13 allerdings die Lizenz entzogen, woraufhin der Verein in die viertklassige Amateurliga absteigen musste. Trotz des Abstiegs blieb Djupin dem Verein treu und stieg mit Metallurg 2014 in die dritte Liga auf. In der Spielzeit 2014/15 absolvierte der Torhüter 24 Drittligapartien.
Zur Saison 2015/16 wechselte er zum Zweitligisten FK SKA-Chabarowsk. Für Chabarowsk absolvierte er in jener Saison alle 38 Saisonspiele. Zur Saison 2016/17 wechselte Djupin innerhalb der Liga zum FK Kuban Krasnodar. Nach anfänglichen Startschwierigkeiten bei Kuban, bis zur Winterpause war er hinter Jewgeni Frolow und Jewgeni Pomasan zunächst dritte Wahl im Tor, konnte er sich nach Frolows Abgang als Stammtorwart von Krasnodar etablieren und kam insgesamt zu 17 Saisoneinsätzen. In der Saison 2017/18 absolvierte er 37 Saisonspiele. Nach der Saison 2017/18 war Kuban jedoch pleite und löste sich auf, wodurch Djupin den Verein verlassen musste.
Daraufhin wechselte er zur Saison 2018/19 zum Erstligisten Anschi Machatschkala. Sein Debüt in der Premjer-Liga gab er im Juli 2018 gegen Ural Jekaterinburg. Für Anschi kam er in allen 30 Saisonspielen über die volle Distanz zum Einsatz. Machatschkala stieg zu Saisonende allerdings aus der Premjer-Liga ab, der Verein erhielt nach dem Abstieg allerdings keine Zweitligalizenz und wurde direkt in die Perwenstwo PFL durchgereicht. Daher wechselte Djupin zur Saison 2019/20 zum Erstligisten Rubin Kasan. Bei den Tataren konnte er sich prompt durchsetzen und verpasste in seiner ersten Saison keine einzige Minute. In der Saison 2020/21 kam er zu 26 Einsätzen, in der Saison 2021/22 spielte er 29 Mal im Oberhaus, aus dem er mit Rubin aber abstieg. In der Saison 2022/23 absolvierte er 29 Partien in der FNL und schaffte mit Kasan den direkten Wiederaufstieg. In der Saison 2023/24 kam er für den Aufsteiger zu 29 Erstligaeinsätzen.
Zur Saison 2024/25 wechselte Djupin zum Ligakonkurrenten FK Krasnodar.

### Nationalmannschaft
Im März 2021 stand Djupin erstmals im Kader der russischen Nationalmannschaft, kam allerdings nicht zum Einsatz. Ohne bis zu jenem Zeitpunkt ein Spiel gemacht zu haben, wurde er auch in den Kader Russlands für die EM im Sommer 2021 berufen.